# Knights of the Golden Circle
Pour les articles homonymes, voir KGC.
Le Knights of the Golden Circle (KGC) est une société secrète du milieu du XIXe siècle aux États-Unis. L'objectif initial du KGC était d'annexer un « cercle d'or » de territoires au Mexique, en Amérique centrale, dans les États confédérés d'Amérique et dans les Caraïbes en tant qu'États esclaves.
Comme l'abolitionnisme aux États-Unis augmente après la Dred Scott Decision de 1857, les membres ont proposé une confédération séparée des États esclavagistes, les États américains au sud de la ligne Mason-Dixon devant faire sécession et s'aligner sur les autres États esclaves devant être formés à partir du « cercle doré ». Dans les deux cas, l'objectif était d'augmenter le pouvoir de la classe supérieure détentrice d'esclaves du Sud à un point tel qu'elle ne pourrait jamais être délogée.
Pendant la guerre civile américaine, certains sympathisants du Sud de l'Union ou des États du Nord, tels que l'Ohio, l'Illinois, l'Indiana et l'Iowa, ont été accusés d'appartenir aux Chevaliers du Cercle d'Or, et dans certains cas, comme celui de Lambdin P Milligan, ils ont été emprisonnés pour leurs activités.